# Cantonul Anglet
Cantonul Anglet este un canton francez din departamentul Pyrénées-Atlantiques.

## Istorie
Un nou decupaj teritorial al departamentului Pyrénées-Atlantiques a intrat în vigoare în 2015. Acesta a fost definit prin decretul din 25 februarie 2014, în aplicarea legilor din 17 mai 2013 (legea organică 2013-402 și legea 2013-403).
Cantonul Anglet este format dintr-o fracțiune a comunei Anglet. Acesta este situat în întregime în arondismentul Bayonne, iar centrul cantonal se află în Anglet.

## Compoziție
Cantonul Anglet include partea comunei Anglet situată la sud și est de o linie definită de axul următoarelor străzi și limite: de la limita teritorială a comunei Biarritz, strada Avenue de Biarritz, strada Sainte-Marguerite, strada Avenue des Cyprès, strada Rue des Fleuristes, aleea Allée des Camélias, strada Rue des Primevères, strada Rue de Hirigogne, strada Rue des Cinq-Cantons, strada Rue Paul-Courbin, bulevardul Boulevard du B-A-B, până la limita teritorială a comunei Bayonne.